# 金丸弘美
金丸 弘美（かなまる ひろみ、1952年9月8日 - ）は、日本のジャーナリスト(食環境)。総務省地域力創造アドバイザー。内閣府地域活性化伝道師。食からの地域再生・食育と味覚ワークショップ・地域デザインをテーマに地方創生に尽力している。

## 経歴
佐賀県唐津市に生まれる。1970年、佐賀県立唐津東高等学校を卒業。1974年、大東文化大学を卒業。新美容出版編集部に勤務。1985年、アイランズ編集部（高平哲郎事務所）に勤務。1993年、食の地域づくりの取材活動、食のワークショップの展開、出版活動の連携を開始。2001年、奄美群島徳之島に移住(妻の両親の出身地)。2006年3月、長崎県平戸・松浦地区観光人材育成協議会地域活性化事業アドバイザー。4月、大分県食育事業アドバイザー。9月、唐津玄海食プロジェクト顧問。2007年、大妻女子大学家政学部ライフデザイン学科「食と社会」非常勤講師。2008年、総務省地域力創造アドバイザー「元気な地域をつくる食のまちづくり最前線」(茨城県常陸太田市)。農水省ブランド化支援事業「宿儺（すくな）かぼちゃ」のプロモーション事業」(岐阜県高山市)。2009年、内閣官房地域活性化応援隊地域活性化伝道師に就任
。明治大学農学部食料環境政策学科兼任講師。2010年、岡山県奈義町総務省地域力創造アドバイザー。高知県農業創造人材育成事業総合アドバイザー。農水省「地産地消の仕事人・現地検討委員会」。茨城県常陸太田市大使。2011年、小笠原諸島振興開発審議会委員（国土交通省）。香川県さぬきうまいもんプロジェクト実行委員会委員、日本ペンクラブ環境委員会副委員長。高知県観光特使。2012年、フェリス女学院大学国際交流学部非常勤講師。2014年、学校給食等地場食材利用拡大委員会委員（農林水産省）。2017年、新潟経営大学観光経営学部特別客員教授。特定非営利活動法人発酵文化推進機構特任研究員。山形県総合政策審議会委員。

## 出演番組
- ETV特集NHK[10]
- ニューススクランブル[11]
- 「トコトンハテナ」テレビ東京
- 「サードプレイス・美味しい食の物語」ジャパンエフエムネットワーク [12]

## 著書
- 『地域の食をブランドにする!――食のテキストを作ろう』岩波書店 ISBN 978-4002709888（2018年10月6日）
- 『食にまつわる55の不都合な真実』ディスカヴァー・トゥエンティワン ISBN 978-4799323533（2018年9月25日）
- 『田舎の力が 未来をつくる!: ヒト・カネ・コトが持続するローカルからの変革』合同出版 ISBN 978-4772613248（2017年11月7日）
- 『タカラは足元にあり!地方経済活性化戦略』合同出版 ISBN 978-4772612609（2016年2月25日）
- 『里山産業論「食の戦略」が六次産業を超える 』角川書店 ISBN 978-4040820446（2015年12月10日）
- 『美味しい田舎のつくりかた:地域の味が人をつなぎ、小さな経済を耕す』学芸出版社 ISBN 978-4761513412(2014年9月1日)
- 『実践! 田舎力 小さくても経済が回る5つの方法 』NHK出版 ISBN 978-4140884133（2013年8月8日）
- 『幸福な田舎のつくりかた: 地域の誇りが人をつなぎ、小さな経済を動かす』学芸出版社 ISBN 978-4761513146（2012年9月15日）
- 『地域ブランドを引き出す力―トータルマネジメントが田舎を変える！―』合同出版 ISBN 978-4772604482（2011年7月15日）
- 『田舎力 ヒト・夢・カネが集まる5つの法則』NHK出版 ISBN 978-4140882979（2009年8月6日）
- 『給食で育つ賢い子ども 』木楽舎 ISBN 978-4863240018（2008年5月30日）
- 『創造的な食育ワークショップ』岩波書店 ISBN 978-4000237154（2007年8月30日）
- 『子どもに伝えたい本物の食』NTT出版 ISBN 4-7571-5056-3（2006年3月9日）
- 『ゆらしい島のスローライフ』学研プラス ISBN 978-4-05-402312-3 (2004年2月5日)
- 『ニッポン東京スローフード宣言! 』木楽舎 ISBN 978-4907818234（2002年10月）
- 『伊賀の里・新農業ビジネスただいま大奮闘』NAP ISBN 978-4990097813（2002年8月）
- 『メダカが田んぼに帰った日』学研プラス ISBN 978-4-05-401521-0 (2002年4月25日)
- 『東京おいしい野菜ガイドこだわりの農園・直売所・専門店＋詳細マップ』情報センター出版局 ISBN 978-4795817333 (2001年1月24日）
- 『スーパーラット都市の野獣クマネズミの恐怖』徳間書店 ISBN 978-4198612818 (2000年12月）
- 『産地直送おいしいものガイド』講談社文庫 ISBN 978-4062648196 (2000年3月）
- 『自分のための生きがいづくり―仲間がいるとこんなに違う五十代からの生き方』[一満舎 ISBN 978-4907669027 (1999年12月20日）
- 『食材宝庫九州農水産・加工品取り寄せガイド』西日本新聞社 ISBN 978-4816704871 (1999年10月）
- 『走れ！ライター独立宣言』とりい書房 ISBN 978-4924994331 (1998年2月）
- 『まともな食べ物が食べたい！!―ネットワークでつくる生産者と消費者の新しい関係』ダイヤモンド社 ISBN 978-4478960653 (1997年11月1日）
- 『おいしくて安全な食べ物ガイド 新鮮美味な自然食品 産地直送取り寄せ情報』廣済堂出版 ISBN 978-4331007488 (1997年7月15日）
- 『宮武外骨絵葉書コレクション』無明舎出版 ISBN 978-4895441612（1997年7月）
- 『アトピーに克つネットワーク―母と子が探った現代アトピー事情 』廣済堂出版 ISBN 978-4331505212 (1996年3月1日）
- 『こんなシーンでウエディングベル―50 happy weddings in films』（絵・平野恵理子）ベネッセコーポレーション ISBN 978-4828817446 (1994年10月）
- 『ゼロからつくるネットワーク術―自分を楽しくする出会いと共感の見つけ方 』ダイヤモンド社 ISBN 978-4478710258 (1994年10月）
- 『こんなSCENEで贈り物―50HAPPY GIFTS IN FILMS』（絵・平野恵理子）福武書店 ISBN 978-4828817323 (1993年9月）
- 『えんや―写真集・唐津くんち』家の光協会 ISBN 978-4259544157（1992年9月）
- 『ふるさときゃらばんが走る』白水社 ISBN 978-4560032459（1990年5月）

### 共著
- 義岡千恵子『体においしい「ごはんの力」―できることから始めるプチ健康的食生活』ベストセラーズ ISBN 978-4584189757 (2006年11月16日)
- 宮口泰三・辨野義己・磯沼正徳・斉藤かすみ『HOMEMADEヨーグルト』雄鶏社 ISBN 978-4277661515 (2006年4月)
- 石田雅芳『スローフード・マニフェスト』木楽舎 ISBN 978-4907818388 (2004年2月)